# Gangesbrillenvogel
Der Gangesbrillenvogel  (Zosterops palpebrosus) oder Ganges-Brillenvogel ist ein Singvogel, der im offenen Waldland des tropischen Asiens von Indien über China bis Indonesien lebt.

## Merkmale
Am Rücken und Schwanz ist der 12 cm lange Vogel grünlich, am Kopf und an der Kehle gelb und am Bauch und an den Augenringen weiß gefärbt. Er hat gerundete Flügel und starke Beine. Neben Insekten gehören auch Nektar und verschiedene Früchte zur Nahrung.

## Verhalten
Der Ganges-Brillenvogel ist ein geselliger Vogel, der außerhalb der Brutzeit große Schwärme mit Hunderten Tieren bildet.

## Brutbiologie
Zur Paarungszeit lösen sich die Schwärme auf. Das Brutpaar baut ein tiefes, schalenförmiges Nest aus Gräsern in Bäumen, Büschen oder Bambusdickicht. Das Weibchen bebrütet zwei bis fünf blassblaue Eier zwei Wochen lang. Die Jungvögel werden nach zwölf Tagen flügge.

## Unterarten
Es werden augenblicklich sieben Unterarten anerkannt:
- Zosterops palpebrosus occidentis Ticehurst, 1927[2] kommt im nordöstlichen Afghanistan, in Pakistan, dem nördlichen und zentralen Indien und dem westlichen Himalaya vor.
- Zosterops palpebrosus palpebrosus (Temminck, 1824)[3] ist im südöstlichen Arabien bis ins nördliche Indien und östlich bis in den Südwesten Sichuan, in Yunnan sowie in Myanmar verbreitet.
- Zosterops palpebrosus nilgiriensis Ticehurst, 1927[4] kommt im Süden der Westghats vor.
- Zosterops palpebrosus salimalii Whistler, 1933[5] ist im Süden der Ostghats verbreitet.
- Zosterops palpebrosus egregius Madarász, 1911[6] kommt im größten Teil der Tiefebene der indischen Halbinsel, in Sri Lanka und den Lakkadiven vor.
- Zosterops palpebrosus siamensis Blyth, 1867[7] ist im südlichen Myanmar bis in das nordwestliche Indochina und das nördliche Vietnam verbreitet.
- Zosterops palpebrosus nicobaricus Blyth, 1845[8] kommt auf den Andamanen und Nikobaren vor.